# Reutlinger und Uracher Alb
Die Reutlinger und Uracher Alb ist ein vom Landratsamt Reutlingen am 4. Januar 1974 durch Verordnung ausgewiesenes Landschaftsschutzgebiet auf dem Gebiet der Gemeinden Dettingen an der Erms, Eningen unter Achalm, Grabenstetten, Grafenberg, Hülben, Metzingen, Pfullingen, Bad Urach, Römerstein, Lichtenstein und Sankt Johann.

## Lage
Das etwa 9564 Hektar große Landschaftsschutzgebiet umfasst den Albtrauf und die Hochfläche zwischen Lichtenstein und Lenningen mit dem Ermstal um Bad Urach sowie einige Flächen nördlich von Metzingen. Es gehört zu den Naturräumen Mittlere Kuppenalb und Mittleres Albvorland.

## Landschaftscharakter
Die markante Geländestufe des Albtraufs und die tief in die Albhochfläche eingeschnittenen Täler von Echaz und Erms prägen das Landschaftsschutzgebiet. Die steilen Hänge werden von Hang- und Schluchtwäldern bedeckt und sind mit offenen Felsformationen durchsetzt. Auch zahlreiche Höhlen, Karstquellen und weitere Geotope befinden sich im Gebiet. An den Unterhängen befinden sich ausgedehnte Streuobstbestände. Die anschließende Hochfläche der Kuppenalb um Sankt Johann und Grabenstetten wird von Äckern, Wiesen und bewaldeten Kuppen geprägt.
Nördlich von Metzingen gehören die Kuppen des Hofbühls, des Floriansbergs und des Weinbergs sowie der Spahler Hofwald und die ebenfalls bewaldete Kuhnhalde zum Landschaftsschutzgebiet. Unterhalb der Waldflächen beginnen die vom Obst- und Weinbau geprägten Südhänge, die teilweise in das Landschaftsschutzgebiet hineinragen.

## Zusammenhängende Schutzgebiete
im Norden schließen unmittelbar die Landschaftsschutzgebiete Autmuttal-Kohlberg, Neuffen auf Gemarkungen Neuffen und Kappishäusern und Erkenbrechtsweiler Berghalbinsel (mit Hörnle und Jusi) an.
Außerdem grenzt das Gebiet an die Naturschutzgebiete Goldland-Klausenberg, Oberes Lenninger Tal mit Seitentälern, Wendelstein, Kugelberg, Hohenäcker-Imenberg und Ohnastetter Bühl. Eingebettet in das Gebiet liegen die Naturschutzgebiete Ursulahochberg, Rutschen und Nägelesfelsen.
Das Landschaftsschutzgebiet überschneidet sich mit den FFH-Gebieten Uracher Talspinne und Albtrauf Pfullingen sowie kleinflächig mit den FFH-Gebieten Alb zwischen Jusi und Teck und Albvorland bei Mössingen und Reutlingen. Zudem gehören große teile des Landschaftsschutzgebiets zum Vogelschutzgebiet Mittlere Schwäbische Alb. Im Landschaftsschutzgebiet befinden sich einige Kernzonen und ein Teil der Pflege- und Entwicklungszone des Biosphärengebiets Schwäbische Alb.